# 绒叶小菠萝
绒叶小菠萝（学名：Cryptanthus bivittatus）为菠萝科小菠萝属下的一个种。原產於巴西。